# ممرضة قابلة معتمدة

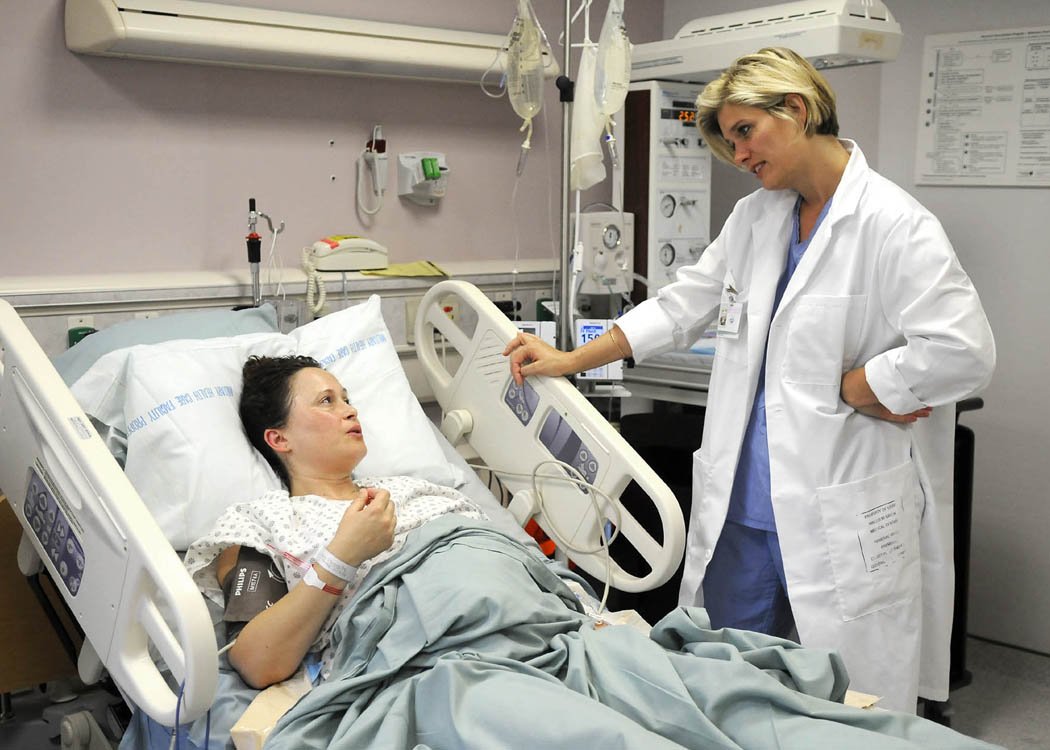

تُعد الممرضة القابلة المُعتمدة في الولايات المتحدة هي ممرضة تجاوزت الكفاءات الأساسية للاتحاد الدولي للقابلات بالإضافة لكونها ممرضة متمرسة ومسجلة أتمت دراسة التمريض والقبالة. توفر الممرضات القابلات المُعتمدات الرعاية الصحية للمرأة طوال مراحل حياتها بم في ذلك الحمل وفترة الِنفاس، إضافة إلى حسن رعاية وتنظيم النسل. يعترف الاتحاد الدولي للقابلات بصفه استثنائية بالممرضات القابلات المُعتمدات كفئة من الممرضات الموجودة في الولايات المتحدة.

## الدراسة والتدريب
تعتمد الكلية الأمريكية للممرضات القابلات برامج تعليمية في مجال القبالة بصفتها الجمعية الوطنية المتخصصة في هذا المجال وفي القابلات المُعتمدات.
يُشترط على الممرضات القابلات المُعتمدات، في معظم الدول، أن يكُن حاصلات على:-
- درجة علمية عليا، على الأقل، مثل ماجستير العلوم في التمريض أو ماجستير العلوم في القبالة أو دكتوراه في ممارسة التمريض أو شهادة الدكتوراه في مجال القبالة.
- اجتياز اختبار ترخيص المجلس الوطني لتصبح ممرضة مسجلة.
- اجتياز اختبار شهادة القبالة الأمريكية.

- الحصول على ترخيص رسمي لممارسة القبالة أو تمريض في مجال القبالة.
- مواكبة أحدث المعلومات فيما يتعلق بالمجال.[3]

## الممارسة
تعمل الممرضات القابلات المُعتمدات كمقدمات للرعاية الصحية الأولية للمرأة وغالبًا ما يوفرن الرعاية الطبية بالنسبة للنساء الأصحاء التي تُعد صحتهن وولادتهن غير معقدة وليست «عالية الخطورة» بالإضافة إلى رعاية حديثي الولادة.
يمكن للنساء ذوات الحمل عال الخطورة الاستفادة من القبالة وذلك بوجود ممرضة قابلة مُعتمدة تتعاون مع الطبيب المعالج.
يمكن للممرضات القابلات المُعتمدات العمل عن كثب أو بالتعاون مع أخصائي التوليد أو أمراض نساء الذي بدوره يقدم الاستشارة أو المساعدة للمرضى الذين يعانون من مضاعفات أو لديهم تاريخ طبي معقد أو أمراض.
توفرالممرضات القابلات المُعتمدات الرعاية بالصحة الجنسية كما تتابعن النساء عبر الفحوصات الروتينة وقدرتهن على تجربة جميع أنواع وسائل منع الحمل.
تمارس الممرضات القابلات المُعتمدات عملهن بالمشتشفيات والعيادات الطبية الخاصة ويمكنهن أيضًا المساعدة في عملية التوليد بمراكز الولادة وحضور حالات الولادة المنزلية ويعمل بعضهن كأساتذة مع المؤسسات الأكاديمية.
كما أنهن قادرات على وصف الأدوية والعلاجات والأجهزة الطبية وكذلك التدابير العلاجية والتشخيصية ويمكن للممرضات القابلات المُعتمدات تقديم الرعاية الطبية للنساء من سن البلوغ حتى انقطاع الطمث بما في ذلك من رعاية لحديثي الولادة (طب حديثي الولادة) ومراحل ما قبل الولادة وفي أثناء الولادة ومابعدها وكذلك الرعاية غير الجراجية فيما يخص أمراض النساء.
يمكن للممرضات القابلات المُعتمدات توفير الرعاية للرجل في ما يتعلق بالأمراض الناجمة عن الأتصال الجنسي والصحة الإنجابية للزوجة ويشكل الرجال أقل من 1% من ممرضي القبالة في الولايات المتحدة.